# 李修家
李修家（1883年—？）字献廷，云南省盐兴县（今禄丰县）元永井人，中华民国滇军将领。

## 生平
李修家是云南省议会议长李正棻之子。早年成为清朝廪生，后入云南高等学堂，获选送至保定北洋陆军学堂肄业。毕业回到云南后，先后在军谘处、陆军第十九镇等处任职。后来任新军七十四标督队官，任内正逢1911年辛亥重九起义，李修家率队攻克云贵总督署，占领了南城，因功升为步兵第二联第二大队长。此后，李修家率部援川，胜利回到云南，晋升陆军少将，任步兵第二团团长，并三度兼任云南全省警务处长，云南省会警察厅长。
1914年2月，步兵第二团团长李修家派团附少校周志仁率军平定破坏铜厂的巧家地区匪贼。后来又添派团附李选廷增援。他们的剿匪活动取得成功，获北京政府嘉奖：
北京电，大总统令，“陆军总长段祺瑞，呈请奖叙云南保厂出力之李选廷授为陆军步兵中校，并给予四等文虎章。周志仁授为陆军步兵少校，并给予五等文虎章。李修家给予四等文虎章。应照准。等因，电行到滇，除分饬外，仰该少校遵照，此饬，唐继尧。右饬陆军步兵少校周志仁，准此。”中华民国三年七月六日
1915年底，云南爆发护国起义，李修家任护国军第三军第三旅旅长，兼任南防卫戍司令，驻临安（今建水县）。在广东将军龙济光奉袁世凯之命进攻云南护国军、围攻临安时，李修家率部击溃龙济光军主力，守住了滇南防线，受到护国军总司令蔡锷嘉奖。1916年再造共和之后，李修家因军功晋升为陆军中将。
民国10年（1921年），李修家赴北京考察时局。民国11年（1922年）后，历任豫省总指挥、山东曹州镇守使、云南省政府总参议官。1929年5月至9月，出任昆明市市长。抗日战争后，李修家因病医治无效而逝世。